# Saaihal (Amsterdam)

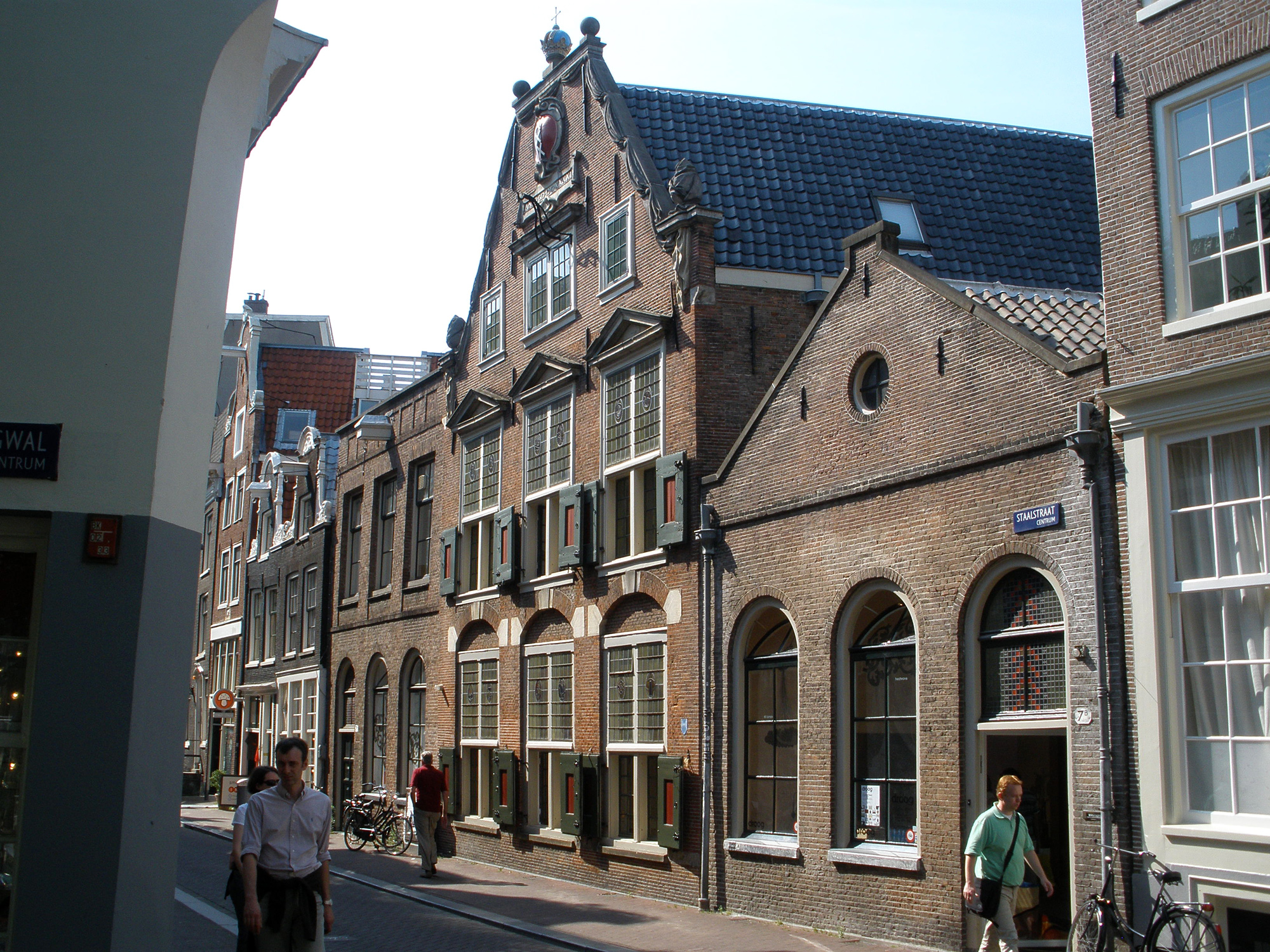
De Saaihal in de Staalstraat in Amsterdam, een ontwerp van Pieter de Keyser uit 1641

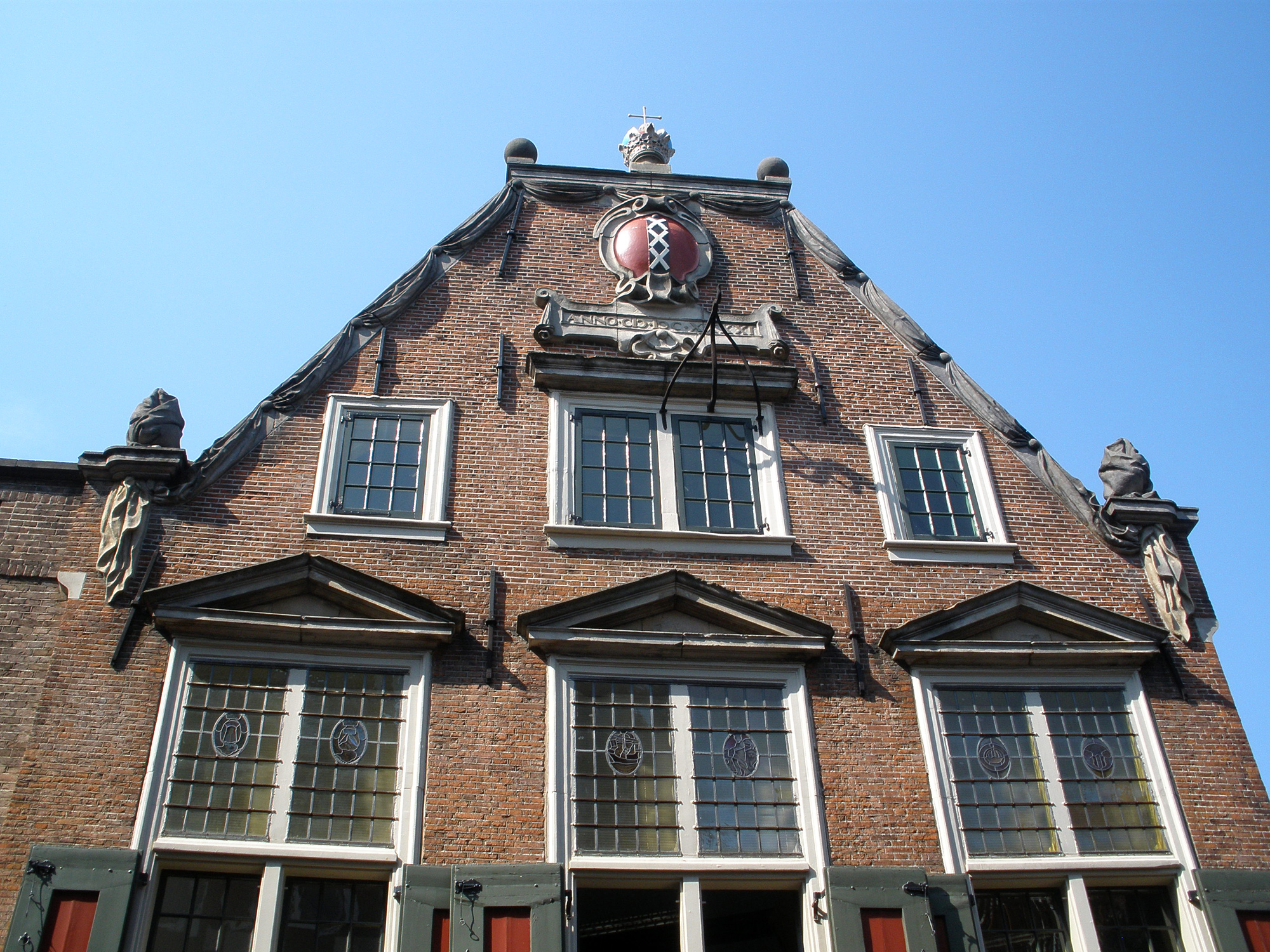
Gevel met het wapen van Amsterdam met keizerskroon en de daklijst gebeeldhouwd als een geplooid doek.

De Saaihal is een monumentaal gebouw uit 1641 in de Staalstraat in Amsterdam, ontworpen door Pieter de Keyser, een zoon van Hendrick de Keyser.
De Saaihal was onderdeel van het Staalhof – vooral bekend van Rembrandts De Staalmeesters – een gebouwencomplex dat het centrum van de textielindustrie in dit deel van Amsterdam vormde. In de 17e eeuw was de stad de belangrijkste wolmarkt van Europa. In de Saaihal werd de saai gekeurd, een licht gekeperde wollen stof, dat wil zeggen met een diagonaal patroon.
Op de gevel van de Saaihal is het wapen van Amsterdam met keizerskroon te zien. De daklijst is gebeeldhouwd als een geplooid doek. In 1919-1920 werd de gevel gerestaureerd en werden de ovale glas-in-looddecoraties in de ramen aangebracht.
Het gebouw, aan Staalstraat 7b, is vanaf 2005 in gebruik als winkel van het internationaal gerenommeerde ontwerpbureau Droog Design. De ingang is in het naastgelegen huisje op 7a omdat de Saaihal zelf geen voordeur heeft.